# Quần đảo Juan Fernández
Quần đảo Juan Fernández (tiếng Tây Ban Nha: Archipiélago Juan Fernández) là một nhóm đảo thưa thớt dân cư ở phía Nam Thái Bình Dương phụ thuộc vào ngành du lịch và đánh bắt cá. Nằm cách bờ biển Chile khoảng 670 km (362 nmi; 416 dặm), chúng bao gồm ba quần đảo núi lửa chính: Robinson Crusoe, Alejandro Selkirk và Santa Clara. Nhóm được coi là một phần của Insular Chile.
Các hòn đảo chủ yếu được biết đến là ngôi nhà của thủy thủ đã kết hôn Alexander Selkirk trong hơn bốn năm kể từ năm 1704, có thể đã truyền cảm hứng cho tác phẩm Robinson Crusoe của Daniel Defoe. Hầu hết cư dân ngày nay của quần đảo cư trú trên đảo Robinson Crusoe, và chủ yếu ở thủ phủ San Juan Bautista nằm ở vịnh Cumberland trên bờ biển phía bắc của hòn đảo.
Nhóm đảo là một phần của Vùng Valparaíso của Chile (cũng bao gồm Đảo Phục Sinh) cùng với Quần đảo Desventuradas tạo thành một trong chín xã của tỉnh Valparaíso. Quần đảo được đặt theo tên của Juan Fernandez, nhà thám hiểm đã phát hiện ra chúng vào những năm 1570.